# سرزندگی

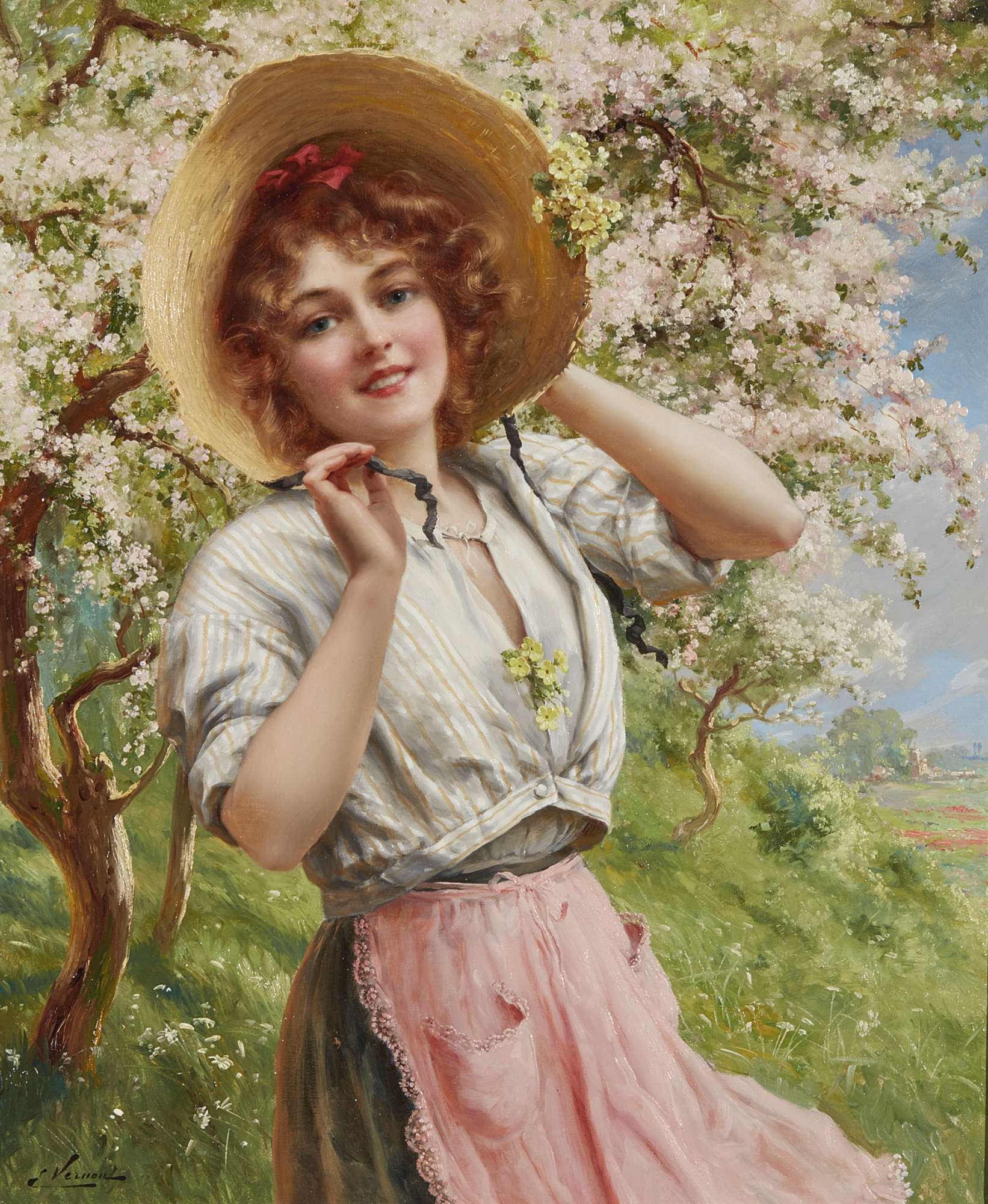
"Springtime" اثر Émile Vernon، سرزندگی

سرزندگی (انگلیسی: Vitality)، به عنوان هیجانی که احساس اشتیاق، طراوت و سرشار بودن از انرژی است، شناخته می‌شود.

## زندگی
پیگیری و حفظ سلامتی و نشاط در خط مقدم پزشکی و فلسفه طبیعی در طول تاریخ بوده‌است.
زندگی به فرآیندهای بیولوژیکی مختلفی بستگی دارد که به عنوان فرآیندهای حیاتی شناخته می‌شوند. به این ترتیب، سر زندگی وجه تمایز بارز زندگی از موجودات غیر زنده است.
از نظر تاریخی، این فرآیندهای حیاتی به عنوان دلایل مکانیکی یا غیر مکانیکی در نظر گرفته شده‌اند. دومی مشخصه حیات گرایی است، این آموزه که پدیده‌های زندگی را نمی‌توان با مکانیسم‌های صرفاً شیمیایی و فیزیکی توضیح داد.
قبل از قرن نوزدهم، نظریه پردازان اغلب معتقد بودند که طول عمر انسان در گذشته کمتر محدود بوده‌است و پیری به دلیل از دست دادن و عدم حفظ نشاط است. دیدگاه رایج این بود که افراد با سرزندگی محدودی متولد می‌شوند که با گذشت زمان کاهش می‌یابد تا زمانی که بیماری و ناتوانی شروع می‌شود و در نهایت مرگ.

## سر زندگی
سرزندگی، ترکیبی از دو هیجان مثبت یعنی احساس لذت و احساس رغبت است و می‌تواند هیجانهای منفی را کاهش دهد. هر یک از این
عواطف منابع انرژی شخص مانند توانایی برای تمرکز، اجرای فعالیت‌های ذهنی، جلب حمایت‌های اجتماعی و تمایل به مواجهه با چالش‌های جدید را افزایش می‌دهند. پژوهش‌های اخیر پیشنهاد می‌کنند که احساس سرزندگی، رابطهٔ بسیار آشکاری با سلامت جسمی و روانشناختی دارد. سر زندگی عامل روانشناختی مهمی است که باعث ارتقای سلامت بیماران مزمن شده و خطر بیماری را کاهش می‌دهد.
عوامل جسمی (مانند بیماری و فرسودگی) و مشکلات روانشناختی (مانند تحت تنش مزمن بودن و تجربهٔ طولانی مدت هیجان‌ها) ممکن است از احساس سرزندگی بکاهند.